# (34309) 2000 QY186
2000 QY186 (asteroide 34309) é um asteroide da cintura principal. Possui uma excentricidade de 0.23605740 e uma inclinação de 13.09249º.
Este asteroide foi descoberto no dia 26 de agosto de 2000 por LINEAR em Socorro.